# Verbandsgemeinde Bodenheim

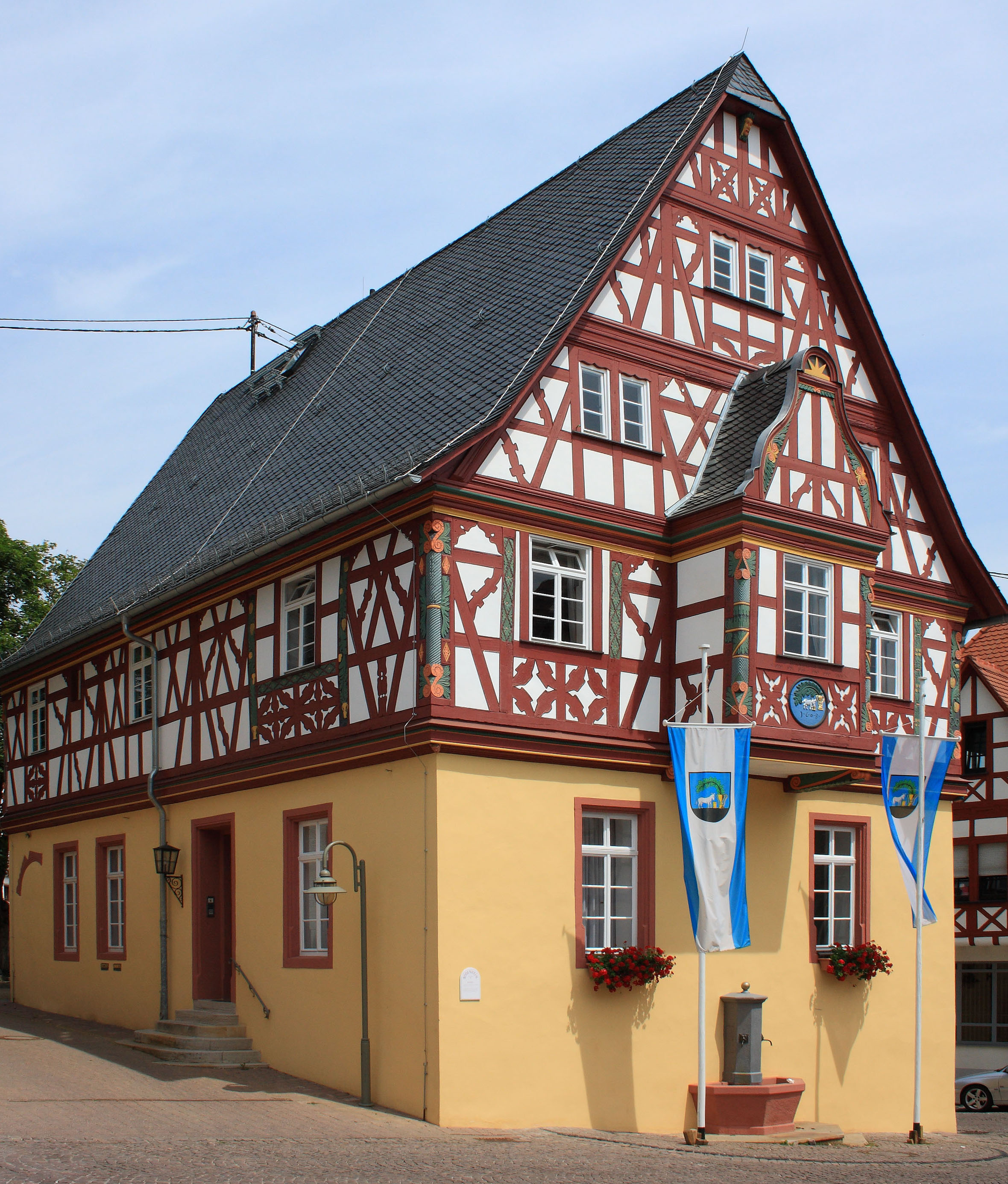
Das Rathaus von Bodenheim

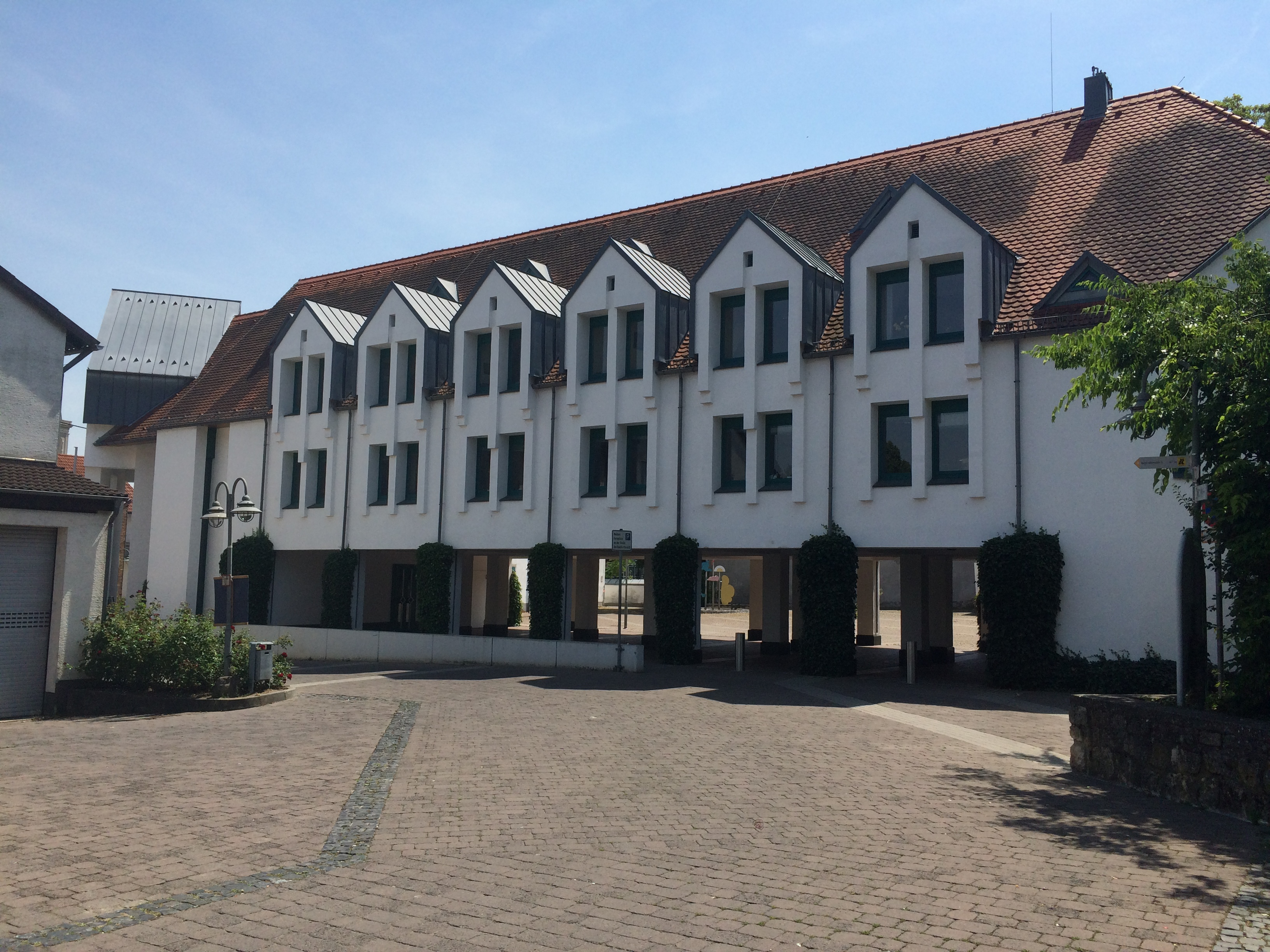
Verwaltungsgebäude der Verbandsgemeinde Bodenheim

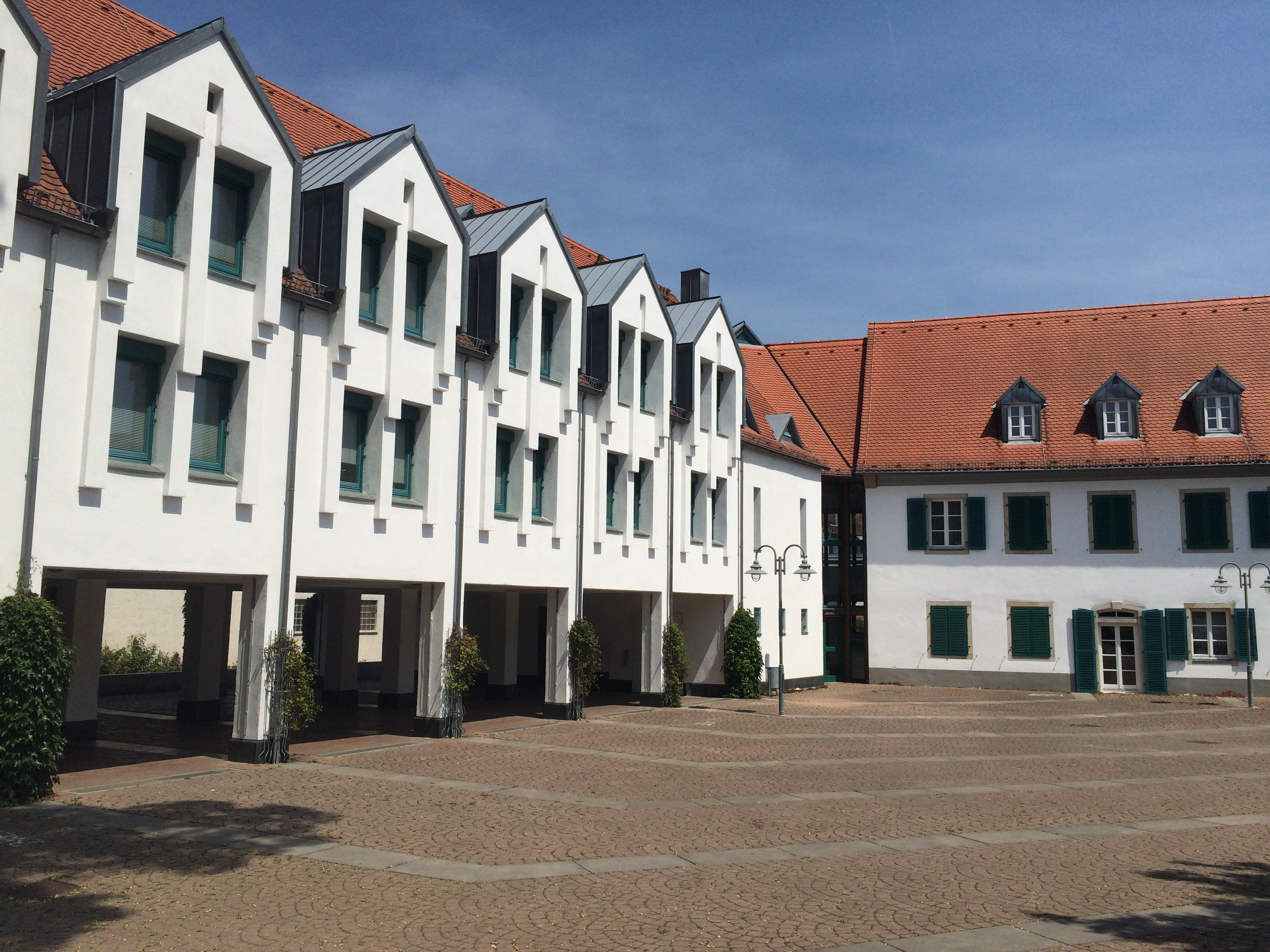
Innenhof der Verwaltungsgebäude der Verbandsgemeinde Bodenheim

Die Verbandsgemeinde Bodenheim  ist eine Gebietskörperschaft im Landkreis Mainz-Bingen in Rheinland-Pfalz. Der Verbandsgemeinde gehören fünf eigenständige Ortsgemeinden an, der Verwaltungssitz ist in der namensgebenden Gemeinde Bodenheim.
Die Verbandsgemeinde grenzt an die Landeshauptstadt Mainz im Norden, an die Verbandsgemeinde Nieder-Olm im Westen, an die Verbandsgemeinde Rhein-Selz im Süden und an die Landesgrenze zu Hessen im Osten.

## Verbandsangehörige Gemeinden
| Ortsgemeinde               | Fläche (km²) | Einwohner |
| -------------------------- | ------------ | --------- |
| Bodenheim                  | 13,43        | 7.931     |
| Gau-Bischofsheim           | 2,84         | 2.189     |
| Harxheim                   | 3,51         | 2.339     |
| Lörzweiler                 | 5,74         | 2.326     |
| Nackenheim                 | 8,62         | 5.650     |
| Verbandsgemeinde Bodenheim | 34,14        | 20.435    |

(Einwohner am 31. Dezember 2023)

## Bevölkerungsentwicklung
Die Entwicklung der Einwohnerzahl bezogen auf das Gebiet der heutigen Verbandsgemeinde Bodenheim; die Werte von 1871 bis 1987 beruhen auf Volkszählungen:
| Jahr | Einwohner |
| 1815 | 3.135     |
| 1835 | 5.141     |
| 1871 | 4.734     |
| 1905 | 6.006     |
| 1939 | 7.254     |
| 1950 | 8.774     |

| Jahr | Einwohner |
| 1961 | 8.797     |
| 1970 | 10.760    |
| 1987 | 14.544    |
| 1997 | 17.183    |
| 2005 | 18.131    |
| 2023 | 20.435    |

## Politik

### Verbandsgemeinderat
Der Verbandsgemeinderat Bodenheim besteht aus 36 ehrenamtlichen Ratsmitgliedern, die bei der Kommunalwahl am 9. Juni 2024 in einer personalisierten Verhältniswahl gewählt wurden, und dem hauptamtlichen Bürgermeister als Vorsitzendem.
Die Sitzverteilung im Verbandsgemeinderat:
| Wahl | SPD | CDU | GRÜNE | FDP | FWG | Gesamt   |
| ---- | --- | --- | ----- | --- | --- | -------- |
| 2024 | 9   | 12  | 5     | 1   | 9   | 36 Sitze |
| 2019 | 10  | 12  | 5     | 2   | 7   | 36 Sitze |
| 2014 | 12  | 12  | 3     | 1   | 4   | 32 Sitze |
| 2009 | 12  | 12  | –     | 3   | 5   | 32 Sitze |
| 2004 | 10  | 14  | 2     | 1   | 5   | 32 Sitze |

- FWG = Freie Wählergruppe Verbandsgemeinde Bodenheim e. V.

### Bürgermeister
Hauptamtlicher Bürgermeister ist seit dem 3. Oktober 2010 Robert Georg Scheurer (CDU). Er wurde bei den Direktwahlen am 7. März 2010 erstmals gewählt und am 4. März 2018 mit einem Stimmenanteil von 69,2 % für weitere acht Jahre in seinem Amt bestätigt. Sein Vorgänger war Reinhold Stumpf, der das Bürgermeisteramt seit 2002 innehatte.